# Albert van Ouwater

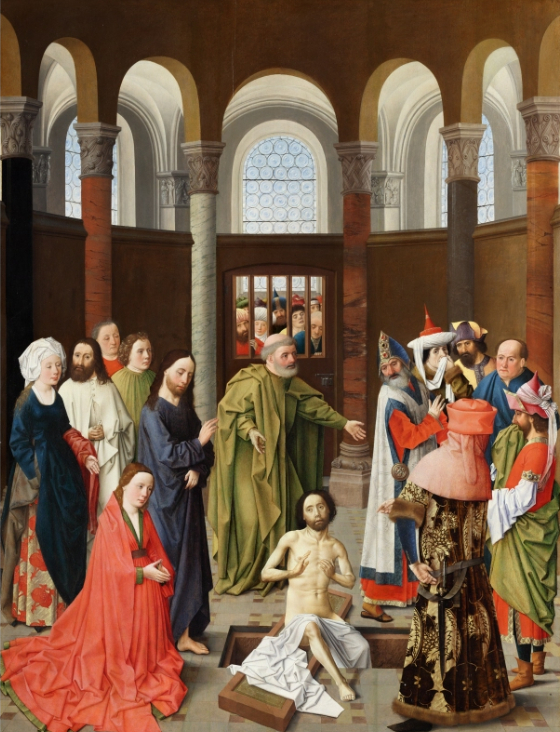
Învierea lui Lazăr, Gemäldegalerie, Berlin, 1445

Albert van Ouwater (n. 1415, Oudewater, Sfântul Imperiu Roman – d. 1475, Haarlem, Țările de Jos) a fost unul dintre artiștii timpurii ai picturii timpurii neerlandeze care a lucrat în nordul Țărilor de Jos.

## Biografie
Probabil că s-a născut în Oudewater și este menționat de Karel van Mander (1604) ca un pictor renumit la vremea în care a trăit. Potrivit lui Karel van Mander, a fost probabil contemporan cu Jan van Eyck și a fost profesorul lui Geertgen tot Sint Jans, deși s-a grăbit să facă această afirmație cu ajutorul unui martor ocular numit Albert Simonsz care fusese elev al lui Jan Mostaert și a afirmat că nici el, nici Mostaert nici nu au auzit despre acest Albert van Ouwater sau despre Geertgen tot Sint Jans. Van Mander apreciază în mod deosebit o piesă de altar realizată de Van Ouwater în biserica principală din Haarlem, Grotekerk sau Sint-Bavokerk, reprezentându-i pe Sfinții Petru și Pavel, în care personajele sunt desenate cu atenție, corect și puternic colorate. Van Mander îl poziționează pe Van Ouwater ca fondator al școlii de pictură din Haarlem, devenind primul mare artist olandez. Potrivit lui Van Mander, pictura peisagistică a fost o specialitate importantă a acestei școli olandeze, deși nici una dintre lucrările supraviețuitoare ale lui Van Ouwater nu prezintă această tendință. Van Ouwater pare să fi fost un contemporan al lui Dirk Bouts în Haarlem, la mijlocul secolului al XV-lea, iar Geertgen tot Sint Jans ar fi putut fi elevul său.
Van Mander descrie o altă pictură a lui Van Ouwater despre o compoziție mai extinsă, Învierea lui Lazăr, care a fost luată de spanioli înapoi în Spania după asediul asupra Haarlemului ca pradă de război, copie care a fost admirată foarte mult de către Maarten van Heemskerck. Aceasta a fost identificată ca pictura aflată acum în Muzeul de Stat din Berlin. Aceasta este singura pictură larg acceptată a lui Van Ouwater, deși mulți savanți l-au creditat și cu Capul donatorului aflat în Muzeul de Artă Metropolitană din New York. Max J. Friedländer i-a atribuit și Fecioara și Copilul (Muzeul Metropolitan de Artă din New York), dar această pictură a fost asociată și cu lucrările timpurii ale lui Dirk Bouts (Muzeul Metropolitan consideră acum că este lucrarea unui pictor german influențat de școala din Haarlem). Mai puțin convingător, Albert Châtelet a adăugat două piese de altar împreună cu Sf. Ioan Botezătorul și Sf. Mihail (ambele aflate în Capilla Real, Granada) în favoarea operei lui Van Ouwater.
Potrivit lui RKD, el era cunoscut și ca Albertus Veteraquinas, iar istoricul de artă W. R. Valentiner l-a identificat ca fiind identic cu pictorii Jacob Bellaert și Maestrul Tiburtine Sibyl.

## Legături externe
- Gerard David: purity of vision in an age of transition, an exhibition catalog from The Metropolitan Museum of Art (fully available online as PDF), which contains material on Ouwater (see index)